# Doutou
Doutou è un arrondissement del Benin situato nella città di Houéyogbé (dipartimento di Mono) con 24.736 abitanti (dato 2006).